# دومینو (فیلم ۲۰۱۸)
دومینو (انگلیسی: Domino) فیلمی‌ست در سبک جنایی و مهیج به کارگردانی برایان دی پالما است .